# Kłodzin (województwo kujawsko-pomorskie)
Kłodzin – dawna osada w Polsce położona w województwie kujawsko-pomorskim, w powiecie żnińskim, w gminie Łabiszyn.
W latach 1975–1998 miejscowość administracyjnie należała do województwa bydgoskiego.
Nazwę zniesiono z 2023 r..